# Злочиначки умови (3. сезона)
Злочиначки умови (engl. Criminal Minds) је америчка криминалистичка драмска телевизијска серија која прати рад Јединице за анализу понашања (ЈАП-а) (engl. Behavioral Analysis Unit - BAU) чије је седиште у Квантику у Вирџинији. Серија се разликује од других серија те врсте по томе што се више усредсређује на злочинца него на сам злочин. Серију је продуцирала продукција The Mark Gordon Company у сарадњи са телевизијским студијима CBS и ABC. Серија је првобитно названа Квантико, а пробна епизода је снимљена у Ванкуверу.

## Опис
Трећа сезона серије Злочиначки умови емитовала се на CBS-у од 26. септембра 2007. до 21. маја 2007. године. Након 2. епизоде Менди Патинкин је напустио серију. Њега је од 6. епизоде заменио Џо Мантења.

## Улоге
- Менди Патинкин кao Џејсон Гидеон (епизоде 1−2)
- Џо Мантења кao Дејвид Роси (епизоде 6−20)
- Томас Гибсон кao Арон Хочнер
- Паџет Брустер кao Емили Прентис
- Шемар Мур кao Дерек Морган
- Метју Греј Габлер кao Спенсер Рид
- А.Џ. Кук кao Џенифер Џаро
- Кирстен Вангснес кao Пенелопи Гарсија

## Епизоде
| Бр. еп. (укупно) | Бр. еп. (у сезони) | Наслов               | Редитељ              | Сценариста                   | Премијера           | Прод. код | Гледаност у САД-у (милиони) |
| --- | ------------------ | -------------------- | -------------------- | ---------------------------- | ------------------- | --------- | --------------------------- |
| 46 | 1                  | "Сумња"              | Глорија Муцио        | Крис Манди                   | 26. септембар 2007. | 221       | 12.66                       |
| Када су три жене избодене на смрт на колеџу у Флагстафу у Аризони, ЈАП баца око на радника обезбеђења кампуса, али и сумња у своје вештине профилисања када је друга жена умрла док је њихов главни осумњичени био у притвору.                                                                             |                    |                      |                      |                              |                     |           |                             |
| 47 | 2                  | "У имену и крви"     | Сајмон Мирен         | Крис Манди                   | 3. октобар 2007.    | 301       | 14.56                       |
| Пошто је Гидеон нестао, Хоч премештен, а Прентисова поднела оставку, Страусова и преостали чланови ЈАП-а крећу у проналажење убице из Милвокија у Висконсину који сече женама срца длетом. |                    |                      |                      |                              |                     |           |                             |
| 48 | 3                  | "Уплашени на смрт"   | Феликс Алкала        | Дебра Џ. Фишер и Ерика Месер | 10. октобар 2007.   | 302       | 14.55                       |
| Када су четири тела пронађена у масовној гробници изван Портланда у Орегону, Јединица за анализу понашања (ЈАП) утврђује да су све жртве погинуле од руке серијског убице који користи највеће људске страхове у своју корист. Екипа се бори да се помири са Гидеоновим одласком.                          |                    |                      |                      |                              |                     |           |                             |
| 49 | 4                  | "Деца мрака"         | Гај Норман Би        | Ден Дворкин и Џеј Бити       | 17. октобар 2007.   | 303       | 15.03                       |
| Кадасу три породице из средњег сталежа из Денвера у Колораду побијене у својим домовима, родитељи претучени на смрт, а деца еутаназирана, ЈАП креће у идентификацију двојице породичних уништитеља са злокобним скривеним мотивом.                                                                         |                    |                      |                      |                              |                     |           |                             |
| 50 | 5                  | "Седам секунди"      | Џон Галагер          | Енди Бушел                   | 24. октобар 2007.   | 304       | 15.05                       |
| Када је шестогодишња девојчица нестала из тржног центра у Вирџинији недељу дана пошто је друга девојчица отета и убијена, ЈАП жонглира трагањем за несталом девојчицом и идентификовањем њеног отмичара.                                                                                                   |                    |                      |                      |                              |                     |           |                             |
| 51 | 6                  | "О лицу"             | Скип Садат           | Чарлс Мареј                  | 31. октобар 2007.   | 305       | 14.94                       |
| Када је жена из Карлтона у Тексасу нестала пошто је пронашла своју фотографију нестале особе закачену на улазна врата, ЈАП трага за серијским убицом са тајанственим мотивом. Екипа дочекује ветерана профилисту Дејвида Росија који се вратио на пуно радно време у ФБИ након раздобља делимичне пензије. |                    |                      |                      |                              |                     |           |                             |
| 52 | 7                  | "Идентитет"          | Гвинет Хордер-Пејтон | Оан Ли                       | 7. новембар 2007.   | 306       | 14.65                       |
| Када је жена из Монтане нестала, а једна половина серијског убица извршила самоубиство истог дана, ЈАП жонглира идентификацију другог убице и спасавања његове последње жртве. Екипа нагађа о разлозима због којих се Роси вратио из пензије.                                                              |                    |                      |                      |                              |                     |           |                             |
| 53 | 8                  | "Срећковић (1. део)" | Стив Бојам           | Ендру Вајлдер                | 14. новембар 2007.  | 307       | 15.73                       |
| Када је жена са Флориде пронађена мртва са неколико одсечених прстију, а две друге жене се воде као нестале, ЈАП жонглира спашавање несталих жена и проналажењем серијског убице људождера. Морган се бори са кризом вере, а Гарсија се налази у ситуацији опасној по живот.                               |                    |                      |                      |                              |                     |           |                             |
| 54 | 9                  | "Пенелопи (2. део)"  | Феликс Алкала        | Крис Манди                   | 21. новембар 2007.  | 308       | 15.88                       |
| Док се Гарсија бори за живот, ЈАП утврђује да је њен нападач неко близак истрази. Пошто је Хоч задужио аналитичара Кевина Линча да претражи Гарсијин рачунар, Кевин открива датотеку која би могла да угрози Гарсијину будућност у ФБИ-ју.                                                                 |                    |                      |                      |                              |                     |           |                             |
| 55 | 10                 | "Права ноћ"          | Едвард Ален Бернеро  | Едвард Ален Бернеро          | 28. новембар 2007.  | 309       | 16.23                       |
| Када се у Лос Анђелесу у Калифорнији догодило најновије у низу убистава повезаних са бандам , Јединица за анализу понашања (ЈАП) постепено сумња да места злочина одражавају цртеже из графичког романа који је написао човек који пати од тешког посттрауматског стресног поремећаја.                     |                    |                      |                      |                              |                     |           |                             |
| 56 | 11                 | "Право по рођењу"    | Џон Галагер          | Дебра Џ. Фишер и Ерика Месер | 12. децембар 2007.  | 310       | 14.18                       |
| Како низ убистава и сакаћења у Фредериксбургу у Вирџинији опонаша низ злочина који су се догодили више од две деценије раније, Јединица за анализу понашања (ЈАП) је приморана да разговара са преживелим из првобитног убиства како би идентификовала непознатог починиоца.                               |                    |                      |                      |                              |                     |           |                             |
| 57 | 12                 | "Трећи живот"        | Ентони Хемингвеј     | Сајмон Мирен                 | 9. јануар 2008.     | 311       | 14.30                       |
| Када је тинејџерка из Чула Висте у Калифорнији пронађена мртва, а њена најбоља пријатељица пријављена као нестала, Јединица за анализу понашања (ЈАП) жонглира покретањем снажне потраге и повезивањем нестанка са злочином којем је њен отац сведочио десет година раније.                                |                    |                      |                      |                              |                     |           |                             |
| 58 | 13                 | "Рефлектор"          | Глен Кершо           | Ден Дворкин и Џеј бити       | 23. јануар 2008.    | 312       | 12.67                       |
| Када је садржај складишта у Филаделфији у Пенсилванији продат на аукцији открио доказе о женомрзном серијском убици, ЈАП сарађује са агенткињом ФБИ-ја одлучном да се прослави како би направио профил и пронашао убицу.                                                                                   |                    |                      |                      |                              |                     |           |                             |
| 59 | 14                 | "Оштећење"           | Едвард Ален Бернеро  | Едвард Ален Бернеро          | 2. април 2008.      | 313       | 12.81                       |
| Док Хоч и Рид разговарају са једним од осуђеника на смрт у Конектикату, ЈАП путује у Индијанаполис у Индијани како би истражила нерешен случај који мучи Росија више од две деценије. |                    |                      |                      |                              |                     |           |                             |
| 60 | 15                 | "Виша сила"          | Феликс Алкала        | Мајкл Удески                 | 9. април 2008.      | 314       | 13.33                       |
| Када хе у једном насељу у Питсбургу у Пенсилванији забелена необично висока стопа самоубистава, Јединица за анализу понашања (ЈАП) сумња да злочине чини серијски убица који себе види као Анђела смрти. Хоч узима слободно време пошто му јеХејли предала папире за развод брака.                         |                    |                      |                      |                              |                     |           |                             |
| 61 | 16                 | "Слоново памћење"    | Боби Рот             | Ендру Вајлдер                | 16. април 2008.     | 315       | 12.98                       |
| Када се у Тексасу догодио низ све насилнијих убистава, ЈАП креће у проналажење тинејџера који је повезан са сваком жртвом. Рид се емотивно укључује у истрагу пошто саосећа са главним осумњиченим. |                    |                      |                      |                              |                     |           |                             |
| 62 | 17                 | "У врелини"          | Џон Галагер          | Енди Бшел                    | 30. април 2008.     | 316       | 13.03                       |
| Када је серијски убица из Мајамија на Флориди за своју следећу жртву прогласио детектива из Новог Орлеанса на одмору, ЈАП сарађује са детективом Вилом Ламонтејном млађим како би ухапсио убицу пре него што поново нападне. Џеј-Џеј покушава да сачува тајну која је можда сустиже.                       |                    |                      |                      |                              |                     |           |                             |
| 63 | 18                 | "Раскршће"           | Гај Норман Би        | Дебра Џ. Фишер и Ерика Месер | 7. мај 2008.        | 317       | 12.88                       |
| Док су се Хоч и Роси на саветовању у случају синдрома претучене жене у Бостону у Масачусетсу, преостали чланови ЈАП-а кренули су да заштите жену из Сребрног пролећа у Мериленду од њеног прогонитеља. |                    |                      |                      |                              |                     |           |                             |
| 64 | 19                 | "Tabula Rasa"        | Стив Бојам           | Ден Дворкин и Џеј Бити       | 14. мај 2008.       | 318       | 12.88                       |
| Када се осумњичени серијски убица из Роанока у Вирџинији пробудио из коме и тврди да се не сећа злочина које је починио четири године раније, Јединица за анализу понашања (ЈАП) се ослања на отиске мозга како би утврдила да ли су његове тврдње истините.                                               |                    |                      |                      |                              |                     |           |                             |
| 65 | 20                 | "Ни-Та (1. део)"     | Глен Кершо           | Крис Манди                   | 21. мај 2008.       | 319       | 13.15                       |
| Када су се у Њујорку догодила најновија у низу пуцњава, ЈАП креће да утврди да ли су злочини дело једног убице или екипе. Хоч пролази кроз напет сусрет са старом познаницом, а Џеј-Џеј даје изненађујуће саопштење.                                                                                       |                    |                      |                      |                              |                     |           |                             |